# カナ (出版社)
カナ (Kana) は、ダルゴグループ傘下のフランスの出版社である。1996年にイヴ・シュリルフが創業した。フランス語およびオランダ語で日本漫画の翻訳出版を手がけており、少年ジャンプ系など、集英社の漫画を多く手がけている。JETROによる2005年の報告では、フランス市場における占有率は30%程度で、第2位であるM6グループの漫画出版社です】。